# Hvězda (povídka)
Hvězda (anglicky "The Star") je krátká sci-fi povídka spisovatele Arthura C. Clarka, která vyšla v Československu ve sbírce Zpráva o třetí planetě z roku 1982 , ve sbírce Devět miliard božích jmen, ve sbírce povídek Odvrácená strana nebe a ve sci-fi antologiích Hugo Story I: 1955 - 1961 a Velmistři SF 2.
V angličtině vyšla ve sbírce s názvem The Other Side of the Sky.
Poprvé se objevila ve sci-fi magazínu Infinity Science Fiction v roce 1955 a vyhrála cenu Hugo v roce 1956 v kategorii Nejlepší povídka .

## Obsah povídky
Posádka kosmické lodi se vrací z expedice ke vzdálenému hvězdnému systému, kde objevila technické pozůstatky civilizace zničené výbuchem supernovy. Hlavní astrofyzik, jezuitský kněz, prochází hlubokou vnitřní krizí způsobenou pochybnostmi o své víře.
Zničená civilizace byla velmi podobná pozemské. Expedice objevila na planetě „Sklepení“, nad vchodem zbyl roztavený ukazatel, nepochybně dílo inteligentních tvorů. Později lidé objevili ještě výraznější důkaz, radioaktivní maják zakopaný do skal. Mimozemská rasa věděla, že se blíží její konec a připravila se na něj. Na tuto vzdálenou planetu uschovali do Sklepení vše, co považovali za vhodné zachovat pro jinou civilizaci - nahrávky vlastní historie, něco z kultury, optické záznamy, sochy. Dokázali cestovat mezi planetami, ale nikoli mezi hvězdami, což jim znemožnilo možnost záchrany.
Členové pozemské mezihvězdné posádky, zejména kněz, jsou hluboce pohnuti a dojati těmito artefakty, shledávají tuto civilizaci krásnou a ztotožňují se s ní. Někteří z nich se již setkali s ruinami jiných prastarých civilizací, avšak nic se nevyrovnalo této katastrofě. Proč tedy byli vyhlazeni? - táže se kněz. Jeho bolest prohlubuje poznatek, že se jedná o výbuch téže supernovy, která zazářila nad Betlémem.
| „                       | Ale, Bože, - měls přece tolik hvězd, které jsi mohl použít! Opravdu bylo nutné svrhnout ty lidi do ohně, aby symbol pomíjející velikosti vzplál nad Betlémem? | “ |
| — A. C. Clarke - Hvězda | |   |

## Zajímavost
Ve dne skonu A. C. Clarka (19. března 2008) detekoval satelit programu Swift Gamma-Ray Burst Mission gama záblesk RB 080319B.